# Mittelaletschgletscher
Mittelaletschgletscher – lodowiec o długości 5 km (2005 r.) i powierzchni 8,31 km² (1973 r.).
Lodowiec położony jest w Alpach Berneńskich w kantonie Valais w Szwajcarii.